# جيمس لوغان (لاعب كرة قدم أمريكية)
جيمس لوغان (بالإنجليزية: James Logan)‏ هو لاعب كرة قدم أمريكية أمريكي، ولد في 6 ديسمبر 1972 في أوب في الولايات المتحدة.

## وصلات خارجية
- جيمس لوغان على موقع مرجع كرة القدم المحترفة.كوم (الإنجليزية)
- جيمس لوغان على موقع JustSportsStats.com (الإنجليزية)